# Yanne Dorenbos
Yanne Dorenbos (* 15. September 2000 in Castricum) ist ein niederländischer Radsportler, der auf Bahn und Straße aktiv ist.

## Sportlicher Werdegang
Im Alter von 16 Jahren wurde Yanne Dorenbos 2000 niederländischer Junioren-Meister im Scratch, im Jahr darauf holte er den Junioren-Titel im Omnium. 2018 wurde er Junioren-Europameister im Punktefahren. Vier Jahre später, im Jahr 2022, holte er gemeinsam mit Philip Heijnen den europäischen U23-Titel im Zweier-Mannschaftsfahren. 2023 wurde er zweifacher niederländischer Meister der Elie im Scratch und mit Elmar Abma im Zweier-Mannschaftsfahren.
2024 startete Dorenbos bei den Bahnradsport-Europameisterschaften 2024 im heimischen Apeldoorn und belegte in Punktefahren und Omnium jeweils Platz vier, im Jahr darauf gewann er zwei Medaillen, darunter im Gespann mit Vincent Hoppezak den Titel im Zweier-Mannschaftsfahren.

## Erfolge

### Bahn
2016
- Niederländischer Junioren-Meister – Scratch

2017
- Niederländischer Junioren-Meister – Omnium

2018
- Junioren-Europameister – Punktefahren

2022
- U23-Europameister – Zweier-Mannschaftsfahren (mit Philip Heijnen)

2023
- Niederländischer Meister – Scratch, Zweier-Mannschaftsfahren (mit Elmar Abma)

2024
- Weltmeisterschaft – Omnium
- Niederländischer Meister – Scratch

2025
- Europameister – Zweier-Mannschaftsfahren (mit Vincent Hoppezak)
- Europameisterschaft – Punktefahren
- Nations Cup in Konya – Omnium

### Straße
2023
- Trofeo Guerrita